# Margret Boysen
Margret Boysen (* 1967 in Rendsburg) ist eine deutsche Geologin und Autorin. Sie arbeitet als künstlerische Leiterin am Potsdam-Institut für Klimafolgenforschung.

## Biografie
Margret Boysen studierte von 1988 bis 1995 Geologie und Paläontologie an der Freien Universität Berlin, danach schloss sie eine einjährige Vollzeitausbildung in Fachjournalismus ab. Von 2002 bis 2003 war sie in der Öffentlichkeitsarbeit der Wilhelm-Foerster-Sternwarte Berlin beschäftigt, und seit Juni 1999 ist sie Public Relations Manager/künstlerische Leiterin am Potsdam-Institut für Klimafolgenforschung (PIK).
Boysen ist mit Hans Joachim Schellnhuber verheiratet, sie haben ein Kind.

## Schriften
- Himmel und Erde: von Pergamon nach Potsdam, PIK, 2007 (Redaktion und Texte).[1]
- Flucht vor der Laternenordnung, Edition Rugerup, Berlin 2014, ISBN 978-3-942955-46-1.
- Alice, der Klimawandel und die Katze Zeta, Edition Rugerup, Berlin 2016, ISBN 978-3-942955-52-2.